# Markus Imboden

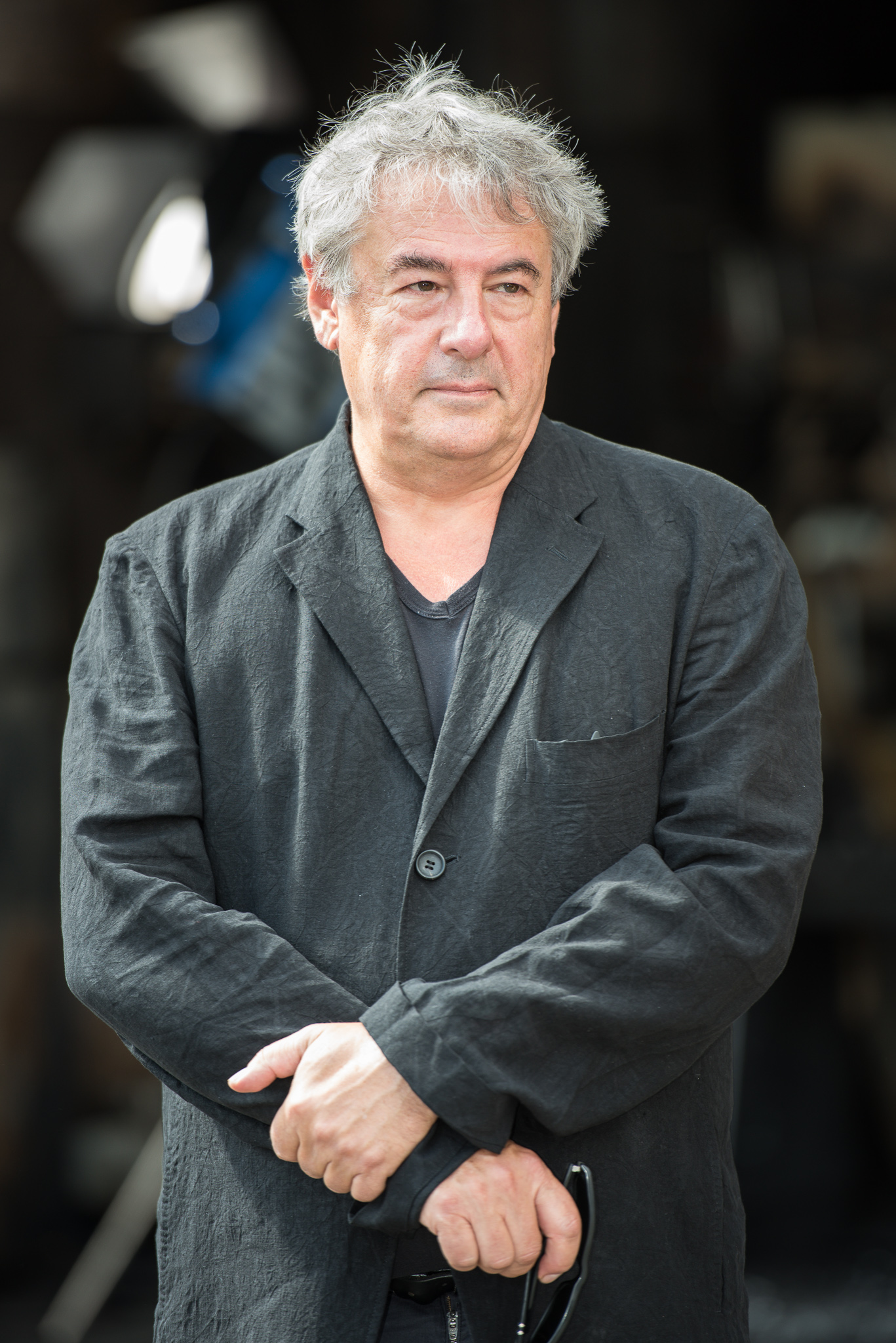
Markus Imboden (2016)

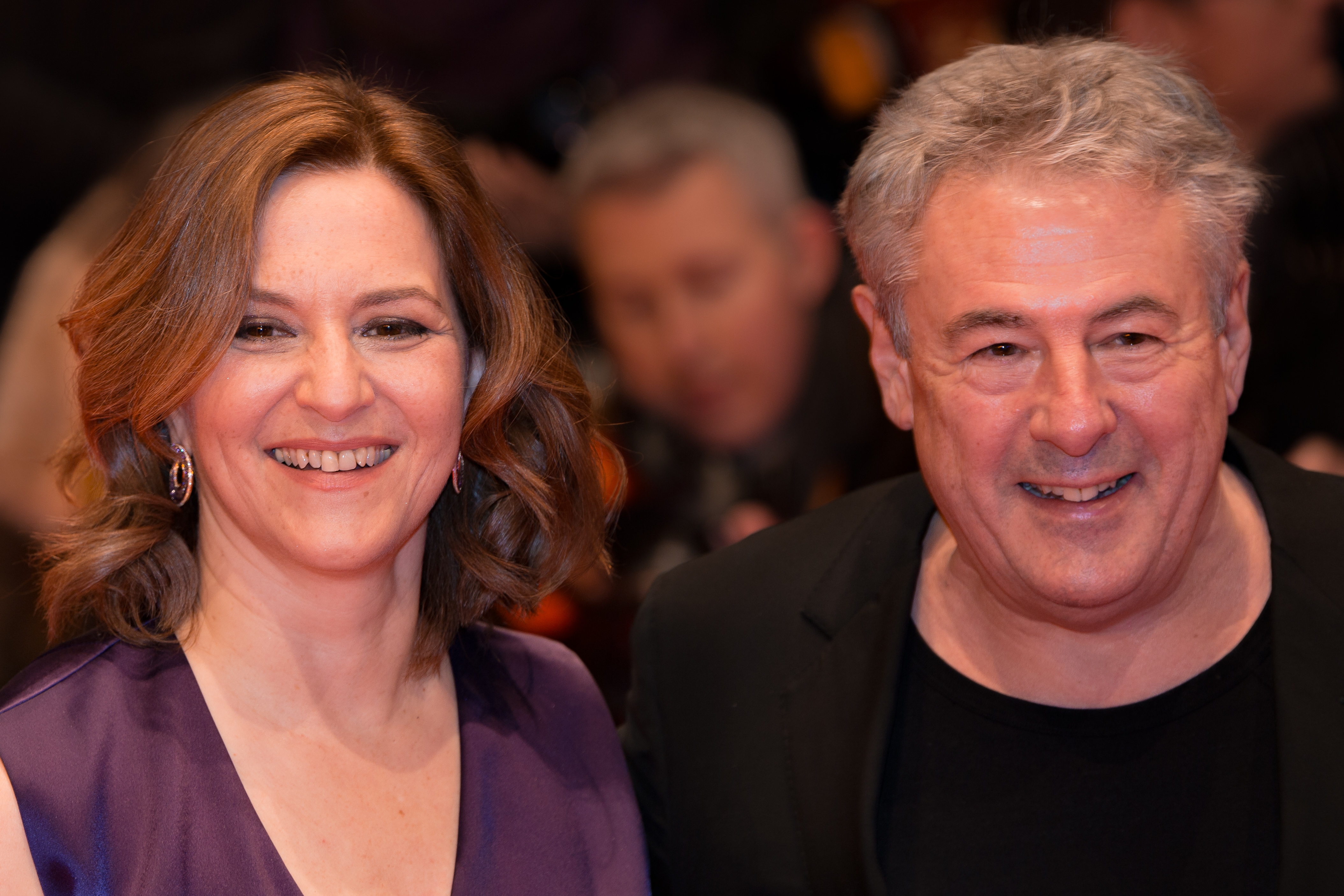
Imboden mit seiner Partnerin Martina Gedeck auf der Berlinale 2017

Markus Imboden (* 17. Oktober 1955 in Interlaken) ist ein Schweizer Regisseur und Drehbuchautor.

## Leben
Markus Imboden erlernte den Beruf des Elektronikers und holte anschließend die Matura nach und studierte Germanistik und Geschichte an der Universität Zürich. Er wurde danach Regieassistent am Schauspielhaus Zürich und Schauspiel Köln. Seit 1986 ist er freischaffender Filmregisseur und Drehbuchautor sowie Mitglied der Deutschen Filmakadamie und Dozent für filmisches Inszenieren an der Zürcher Hochschule der Künste (ZHdK). Von 2012 bis 2018 war er Studiengangsleiter Master of Arts im Bereich Film an der Zürcher Hochschule der Künste.

## Karriere
Bekannt wurde Markus Imboden 1996 mit seinem Kinofilm Katzendiebe. Seine weiteren Kinofilme waren Moviestar, Blues, Black & White, Bingo (1990), Frau Rettich, die Czerni und ich (1998), Komiker (2000), die Neuverfilmung von Heidi (2001) und Der Verdingbub (2011).
Fürs Fernsehen inszenierte Markus Imboden u. a. Folgen für die Serien Polizeiruf 110, Doppelter Einsatz, Bella Block, Ein starkes Team sowie die Fernsehfilme Ausgerechnet Zoé mit Nicolette Krebitz und Ich habe Nein gesagt mit Martina Gedeck, Ein Dorf sucht seinen Mörder, Der Mörder ist unter uns: Der Fall Gehring, Das Konto mit Heino Ferch (2003), Hunger auf Leben mit Martina Gedeck, die für die Rolle der Brigitte Reimann den Deutschen Fernsehpreis 2004 erhielt, Auf ewig und einen Tag mit Martina Gedeck und Heino Ferch, Doktor Martin mit Axel Milberg und Die Leibwächterin mit Barbara Rudnik und Ulrike Folkerts, Mörderische Erpressung, Der Tote in der Mauer, Mörder auf Amrum und vier Folgen der Finn-Zehender-Filmreihe.
Markus Imboden ist seit 2005 mit der Schauspielerin Martina Gedeck liiert. Mittlerweile sind Imboden und Gedeck verheiratet.
Imboden ist Mitglied im Bundesverband Regie (BVR).

## Filmografie
- 1986: Moviestar
- 1987: Blues, Black & White
- 1990: Bingo (Regie und Drehbuch)
- 1992: Eurocops (2 Episoden)
- 1994: Ausgerechnet Zoé (Regie und Drehbuch)
- 1995: Die Direktorin (6 Episoden)
- 1995: Polizeiruf 110 – Alte Freunde
- 1996: Auf eigene Gefahr (2 Episoden)
- 1996: Katzendiebe (Regie und Drehbuch)
- 1997–2009: Bella Block (5 Episoden)
- 1997: Die Kids von Berlin – Der verlorene Sohn
- 1998: Frau Rettich, die Czerni und ich
- 1999: Ich habe nein gesagt
- 2000: Komiker
- 2000: Die Cleveren (2 Episoden)
- 2000: Blondine sucht Millionär fürs Leben
- 2001: Heidi
- 2002: Doppelter Einsatz – Der Mörder in dir
- 2002: Ein Dorf sucht seinen Mörder
- 2002: Stahlnetz – PSI
- 2003: Der Mörder ist unter uns
- 2003: Schattenlinie
- 2004: Das Konto (Regie und Drehbuch)
- 2004: Hunger auf Leben
- 2005: Die Leibwächterin
- 2005: Spiele der Macht – 11011 Berlin
- 2006: Auf ewig und einen Tag
- 2006: Mörderische Erpressung
- 2007: Doktor Martin (4 Episoden)
- 2007: Kommissar Stolberg (2 Episoden)
- 2008: Ein starkes Team – Hungrige Seelen
- 2008: Der Tote in der Mauer
- 2009: Mörder auf Amrum
- 2009: Ein starkes Team – La Paloma
- 2009: Tödlicher Mord
- 2010: Das Duo – Mordbier
- 2011–2014: Finn Zehender Reihe
  - 2011: Mörderisches Wespennest
  - 2012: Tod einer Brieftaube
  - 2012: Mörderische Jagd
  - 2014: Mord in Aschberg
- 2011: Tatort – Wunschdenken
- 2011: Der Verdingbub
- 2012: Ein starkes Team – Die Gottesanbeterin
- 2013: Am Hang (Regie und Drehbuch)
- 2015: Die Eisläuferin
- 2015: Tatort – Einmal wirklich sterben
- 2016: Tatort – Wendehammer
- 2016: Tatort – Klingelingeling
- 2017: Tatort – Land in dieser Zeit
- 2017: Tatort – Am Ende geht man nackt
- 2018: Tatort – Zeit der Frösche
- 2019: Stralsund – Schattenlinien
- 2019: Danowski – Blutapfel
- 2020: Nord bei Nordwest – Dinge des Lebens
- 2020: Das Gesetz sind wir
- 2021: Daheim in den Bergen – Brüder
- 2021: Daheim in den Bergen – Die Bienenkönigin
- 2021: Zurück ans Meer (Fernsehfilm)
- 2021: Ein Mädchen wird vermisst
- 2022: Nord bei Nordwest – Der Ring
- 2022: Wo ist meine Schwester?
- 2023: Daheim in den Bergen – Die Zweitgeborenen
- 2023: Daheim in den Bergen – Alte Pfade – Neue Wege
- 2024: Daheim in den Bergen – Wunsch und Wirklichkeit
- 2024: Daheim in den Bergen – Schulter an Schulter
- 2024: Erzgebirgskrimi – Mord auf dem Jakobsweg

## Auszeichnungen
- 1995: Adolf-Grimme-Preis für die Regie von Ausgerechnet Zoé (zusammen mit Rainer Klausmann, Nicolette Krebitz und Henry Arnold)
- 2001: Nominierung für den Schweizer Filmpreis in der Kategorie Bester Spielfilm für Komiker
- 2010: Hamburger Krimipreis für die Regie von Mörder auf Amrum
- 2010: Adolf-Grimme-Preis für die Regie von Mörder auf Amrum
- 2012: Nominierung für den Schweizer Filmpreis in der Kategorie Bester Spielfilm für Der Verdingbub
- 2012: Schweizer Fernsehpreis, Bester Kinofilm für Der Verdingbub
- 2012: Prix Walo, Bester Kinofilm für Der Verdingbub
- 2020: Deutscher Fernsehkrimipreis, Hauptpreis für Das Gesetz sind wir[5]